# John Gorrie (Mediziner)

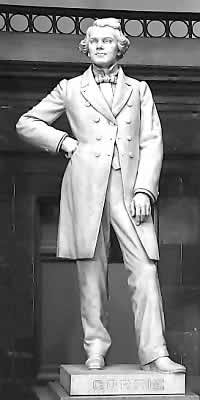
Statue von John Gorrie im Kapitol in Washington

John Gorrie (* 3. Oktober 1802 auf Nevis; † 29. Juni 1855) war ein schottischer Arzt und Wissenschaftler sowie der Erfinder der ersten Kaltluftmaschine zum Kühlen von Räumen.
Gorries Eltern stammten aus Schottland. Er verbrachte seine Kindheit in South Carolina und erhielt später seine medizinische Ausbildung am  College of Physicians and Surgeons in Fairfield, New York. 1833 ging er in die Hafenstadt Apalachicola in Florida, wo er als Arzt an zwei Krankenhäusern tätig war und sich wechselnd in verschiedenen Ämtern engagierte, z. B. als Postmeister und Bankpräsident.
Er untersuchte Tropenkrankheiten. Seinerzeit war Miasma (giftige Ausdünstungen) eine gängige Hypothese. Beim Ausbruch einer Gelbfieberepidemie drängte er darauf, die Moore zu entwässern und die Krankenzimmer zu kühlen. Dazu verwendete er zunächst an der Decke aufgehängtes Eis. Da Eis aber per Schiff von den nördlichen Seen gebracht werden musste, experimentierte er mit künstlichem Eis. 1845 gab er seine medizinische Praxis auf, um sich auf sein Kühlungsprojekt zu konzentrieren. Am 6. Mai 1851 erhielt er das U.S. Patent 8080 auf seine Eismaschine. Er entwickelte das System des Kühlschrankes (von Jacob Perkins) weiter. Verarmt versuchte er Geld aufzubringen, um die Maschine zu fertigen, das Unternehmen scheiterte jedoch, als sein Partner starb. Von Kritikern verhöhnt, finanziell ruiniert und gesundheitlich angegriffen verschied Gorrie am 29. Juni 1855 in Zurückgezogenheit.

## Gedenken
In der Stadt Apalachicola findet man heute den John Gorrie Museum State Park. Außerdem befindet sich eine Statue von ihm im Kapitol in Washington.